# Podnoszenie ciężarów na Letnich Igrzyskach Olimpijskich 1976 – waga półciężka mężczyzn
Rywalizacja w wadze do 90 kg mężczyzn w podnoszeniu ciężarów na Letnich Igrzyskach Olimpijskich 1976 odbyła się 25 lipca 1976 roku w hali Aréna Saint-Michel. W rywalizacji wystartowało 19 zawodników z 16 krajów. Tytułu sprzed czterech lat nie obronił Bułgar Andon Nikołow, który tym razem nie startował. Nowym mistrzem olimpijskim został Dawid Rigiert z ZSRR, srebrny medal wywalczył Lee James z USA, a trzecie miejsce zajął Atanas Szopow z Bułgarii.

## Wyniki
| Pozycja | Zawodnik                  | Reprezentacja     | Waga  | Rwanie | Rwanie | Rwanie | Podrzut | Podrzut | Podrzut | Wynik |
| Pozycja | Zawodnik                  | Reprezentacja     | Waga  | 1      | 2      | 3      | 1       | 2       | 3       | Wynik |
| ------- | ------------------------- | ----------------- | ----- | ------ | ------ | ------ | ------- | ------- | ------- | ----- |
| 1. !    | Dawid Rigiert             | ZSRR              | 89,35 | 165,0  | 165,0  | 170,0  | 202,5   | 212,5   | 212,5   | 382,5 |
| 2. !    | Lee James                 | Stany Zjednoczone | 88,50 | 152,5  | 160,0  | 165,0  | 190,0   | 190,0   | 197,5   | 362,5 |
| 3. !    | Atanas Szopow             | Bułgaria          | 89,70 | 155,0  | 160,0  | 160,0  | 200,0   | 205,0   | 210,0   | 360,0 |
| 4       | György Rehus-Uzor         | Węgry             | 89,10 | 157,5  | 157,5  | 162,5  | 192,5   | 192,5   | 192,5   | 350,0 |
| 5       | Peter Petzold             | NRD               | 89,25 | 152,5  | 152,5  | 157,5  | 192,5   | 200,0   | 200,0   | 345,0 |
| 6       | Alberto Blanco            | Kuba              | 90,00 | 152,5  | 152,5  | 155,0  | 192,5   | 192,5   | 197,5   | 345,0 |
| 7       | Yvon Coussin              | Francja           | 89,80 | 147,5  | 152,5  | 155,0  | 175,0   | 175,0   | 180,0   | 332,5 |
| 8       | Guðmundur Sigurðsson      | Islandia          | 89,80 | 145,0  | 150,0  | 150,0  | 187,5   | 187,5   | 187,5   | 332,5 |
| 9       | Gary Langford             | Wielka Brytania   | 89,05 | 140,0  | 145,0  | 147,5  | 180,0   | 180,0   | 185,0   | 327,5 |
| 10      | Jean-Pierre Van Lerberghe | Belgia            | 89,45 | 150,0  | 155,0  | 155,0  | 177,5   | 182,5   | 182,5   | 327,5 |
| 11      | Brian Marsden             | Nowa Zelandia     | 89,80 | 132,5  | 137,5  | 142,5  | 180,0   | 185,0   | 192,5   | 322,5 |
| 12      | Rudolf Hill               | Austria           | 89,75 | 140,0  | 145,0  | 145,0  | 180,0   | 180,0   | 187,5   | 320,0 |
| 13      | Ken Price                 | Wielka Brytania   | 89,15 | 137,5  | 142,5  | 142,5  | 170,0   | 170,0   | 175,0   | 307,5 |
| –       | Rolf Larsen               | Norwegia          | 89,35 | 140,0  | 140,0  | 145,0  | 180,0   | 180,0   | 180,0   | DNF   |
| –       | Christos Jakowu           | Grecja            | 89,55 | 155,0  | 160,0  | 160,0  | 192,5   | 192,5   | 192,5   | DNF   |
| –       | Michel Broillet           | Szwajcaria        | 89,90 | 165,0  | 165,0  | 170,0  | 197,5   | 197,5   | 197,5   | DNF   |
| –       | Jaakko Kailajärvi         | Finlandia         | 88,90 | 145,0  | 155,0  | 150,0  | -       | -       | -       | DNF   |
| –       | Serhej Połtorackyj        | ZSRR              | 89,60 | 162,5  | 162,5  | 162,5  | -       | -       | -       | DNF   |
| –       | Phil Grippaldi            | Stany Zjednoczone | 88,80 | 145,0  | 150,0  | 155,0  | 197,5   | 205,0   | 210,0   | DSQ   |